# José Relvas

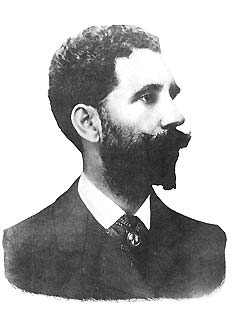
José Relvas

José Carlos de Mascarenhas Relvas (Golegã, 5 maart 1858 - Alpiarça, 31 oktober 1929), was een Portugees politicus.
José Relvas behoorde reeds op jonge leeftijd tot de Republikeinse partij. Op 5 oktober 1910 riep Relvas in de gemeenteraad van Lissabon de republiek Portugal uit. In de voorlopige regering van Teófilo Braga was hij van 12 oktober 1910 tot 3 september 1911 minister van Financiën. Van 27 januari 1919 tot 30 maart 1919 leidde hij als premier en minister van Binnenlandse Zaken een kortstondig kabinet, de "Regering van de Republikeinse Concentratie" genoemd omdat nagenoeg alle republikeinse partijen en stromingen in de regering vertegenwoordigd waren.
- Biblioteca Nacional de España: XX1752680
- Bibliothèque nationale de France: cb12728856t (data)
- Gemeinsame Normdatei: 172345138
- International Standard Name Identifier: 0000 0000 6734 4423
- Library of Congress Control Number: n84048465
- Nederlandse Thesaurus van Auteursnamen: 071071628
- Système universitaire de documentation: 136624413
- Virtual International Authority File: 50621236
- WorldCat: E39PBJktrcmb4Q7gFh6g7Vxv73